# Floridina antiqua
Floridina antiqua är en mossdjursart som först beskrevs av Smitt 1873.  Floridina antiqua ingår i släktet Floridina och familjen Onychocellidae.
Artens utbredningsområde är Mexikanska golfen. Inga underarter finns listade i Catalogue of Life.